# Lijst van gemeentelijke monumenten in Den Haag/Haagse Hout
Het stadsdeel Haagse Hout in Den Haag kent 30 gemeentelijke monumenten; hieronder een overzicht.

## Benoordenhout
Het Benoordenhout kent 15 gemeentelijke monumenten:
| Object                                                                 | Bouwjaar  | Architect              | Locatie                                                           | Coördinaten                  | Nr.        | Afbeelding                                              |
| ---------------------------------------------------------------------- | --------- | ---------------------- | ----------------------------------------------------------------- | ---------------------------- | ---------- | ------------------------------------------------------- |
| De Atlantikwall: waarnemingspost V.57                                  | 1942-1945 |                        | Van Alkemadelaan                                                  | 52° 6' 12" NB, 4° 19' 5" OL  | 0518/WN190 | Upload foto                                             |
| Huis 'De Diepput'                                                      | 1873      |                        | Van Hogenhoucklaan 41a t/m d                                      | 52° 5' 47" NB, 4° 19' 16" OL | 0518/WN192 | Huis 'De Diepput'                                       |
| Villa in Delfste School-stijl                                          | 1939      | Verschoor, W.          | Van Hogenhoucklaan 54                                             | 52° 5' 48" NB, 4° 19' 11" OL | 0518/WN193 | Villa in Delfste School-stijl                           |
| Maerlantlyceum in Zakelijk Expressionistische stijl                    | 1926      | Limburg, J.            | Johannes Bildersstraat 9 en 11                                    | 52° 5' 33" NB, 4° 19' 19" OL | 0518/WN182 | Maerlantlyceum in Zakelijk Expressionistische stijl     |
| Renswoudehuis in Traditionalisme stijl                                 | 1921-1923 | Mondt, A.              | Jozef Israëlsplein 36                                             | 52° 5' 30" NB, 4° 19' 10" OL | 0518/WN184 | Renswoudehuis in Traditionalisme stijl                  |
| Rosarium met gedenkmonument Koningin Emma; in Expressionistische stijl | 1935      | Brandes, J.J.          | Jozef Israëlsplein                                                | 52° 5' 29" NB, 4° 19' 4" OL  | 0518/WN183 | Meer afbeeldingen                                       |
| Aloysiuscollege met vm. Patershuis                                     | 1922-1925 | Buskens, P.C.          | Oostduinlaan 42 t/m 50 - 't Hoenstraat 30                         | 52° 5' 47" NB, 4° 18' 42" OL | 0518/WN186 | Aloysiuscollege met vm. Patershuis                      |
| De Atlantikwall: Bunkercomplex Bunkerbosje Goetlijfpark                | 1942-1945 |                        | Oostduinlaan - Ruychrocklaan - Goetlijfpad - van der Houvenstraat | 52° 5' 46" NB, 4° 18' 49" OL | 0518/WN185 | De Atlantikwall: Bunkercomplex Bunkerbosje Goetlijfpark |
| De Atlantikwall: Hospitaal W.3                                         | 1942-1945 |                        | Van Ouwenlaan 11                                                  | 52° 6' 1" NB, 4° 19' 21" OL  | 0518/WN195 | De Atlantikwall: Hospitaal W.3                          |
| Villa Weyburg in Nieuwe Zakelijkheid stijl                             | 1939      | Rietveld, G.           | Van Ouwenlaan 44                                                  | 52° 6' 6" NB, 4° 19' 30" OL  | 0518/WN196 | Villa Weyburg in Nieuwe Zakelijkheid stijl              |
| Bank monument van Stedebouw                                            | 1933      | Brandes, J.J.          | Van Ouwenlaan                                                     | 52° 6' 4" NB, 4° 19' 32" OL  | 0518/WN194 | Bank monument van Stedebouw                             |
| De Atlantikwall: Tankmuur X.17                                         | 1942-1945 |                        | Raamweg naast nr. 47                                              | 52° 5' 44" NB, 4° 18' 30" OL | 0518/WN187 | De Atlantikwall: Tankmuur X.17                          |
| Villa Koot in Wederopbouw stijl                                        | 1959-1960 | Rietveld, G.           | Ruychrocklaan 244                                                 | 52° 6' 10" NB, 4° 19' 33" OL | 0518/WN188 | Villa Koot in Wederopbouw stijl                         |
| Julianakazerne in Stuttgarter Schule stijl                             | 1942-1943 | Karl Gonser            | Thérèse Schwartzestraat 15 t/m 21                                 | 52° 5' 51" NB, 4° 20' 12" OL | 0518/WN189 | Julianakazerne in Stuttgarter Schule stijl              |
| Kantoorgebouw Cultura in Nieuwe Haagse School stijl                    | 1920;1921 | Broese van Groenou, A. | Wassenaarseweg 20                                                 | 52° 5' 27" NB, 4° 18' 50" OL | 0518/WN197 | Kantoorgebouw Cultura in Nieuwe Haagse School stijl     |

## Bezuidenhout
Het Bezuidenhout kent 6 gemeentelijke monumenten:
| Object                                                                        | Bouwjaar   | Architect          | Locatie                             | Coördinaten                  | Nr.        | Afbeelding                                                                    |
| ----------------------------------------------------------------------------- | ---------- | ------------------ | ----------------------------------- | ---------------------------- | ---------- | ----------------------------------------------------------------------------- |
| RK Kerk OLV van Goede Raad in Wederopbouw stijl                               | 1953-1955  | Laan, J.A. van der | Bezuidenhoutseweg 157               | 52° 5' 11" NB, 4° 19' 60" OL | 0518/WN199 | Meer afbeeldingen                                                             |
| Trafozuil                                                                     | circa 1910 |                    | Emmapark                            | 52° 5' 7" NB, 4° 19' 52" OL  | 0518/WN202 | Trafozuil                                                                     |
| Muurreclame in Nieuwe Haagse School stijl                                     | circa 1925 |                    | Johan van Hoornstraat 40 t/m 42     | 52° 4' 57" NB, 4° 20' 26" OL | 0518/WN203 | Muurreclame in Nieuwe Haagse School stijl                                     |
| Muurreclame in Overgangsarchitectuur stijl                                    | 1912-1913  |                    | Johannes Camphuijsstraat 154 en 156 | 52° 5' 2" NB, 4° 20' 28" OL  | 0518/WN204 | Muurreclame in Overgangsarchitectuur stijl                                    |
| Gedenkteken Juliana Gravin van Stolberg                                       | 1930       | Roosenburg, D.     | Koningin Marialaan                  | 52° 4' 60" NB, 4° 20' 6" OL  | 0518/WN205 | Meer afbeeldingen                                                             |
| Twee appartementenblokken met winkels op de begane grond in wederopbouw stijl | 1952       | Haas, H.J. de      | Laan van Nieuw Oost-Indië 56-108c   | 52° 5' 7" NB, 4° 20' 18" OL  | 0518/WN957 | Twee appartementenblokken met winkels op de begane grond in wederopbouw stijl |

## Haagse Bos
Het Haagse Bos kent 3 gemeentelijke monumenten:
| Object                              | Bouwjaar  | Architect | Locatie         | Coördinaten                  | Nr.        | Afbeelding                          |
| ----------------------------------- | --------- | --------- | --------------- | ---------------------------- | ---------- | ----------------------------------- |
| De Atlantikwall: geschutsremise T.2 | 1942-1945 |           | Haagse Bos, Het | 52° 5' 27" NB, 4° 19' 57" OL | 0518/WN594 | De Atlantikwall: geschutsremise T.2 |
| De Atlantikwall: keuken T.4         | 1942-1945 |           | Haagse Bos, Het | 52° 5' 30" NB, 4° 19' 59" OL | 0518/WN595 | De Atlantikwall: keuken T.4         |
| De Atlantikwall: kanonkazemat T.24  | 1942-1945 |           | Haagse Bos, Het | 52° 5' 50" NB, 4° 20' 36" OL | 0518/WN596 | De Atlantikwall: kanonkazemat T.24  |

## Mariahoeve en Marlot
De wijk Mariahoeve en Marlot kent 6 gemeentelijke monumenten:
| Object                                                             | Bouwjaar  | Architect          | Locatie                          | Coördinaten                  | Nr.        | Afbeelding                                                         |
| ------------------------------------------------------------------ | --------- | ------------------ | -------------------------------- | ---------------------------- | ---------- | ------------------------------------------------------------------ |
| Rooms-katholieke kerk in wederopbouw stijl                         | 1946-1947 | Molenaar, N.       | Bloklandenplein 15 Marlotlaan 21 | 52° 6' 4" NB, 4° 21' 28" OL  | 0518/WN980 | Rooms-katholieke kerk in wederopbouw stijl                         |
| Trafohuis naast de Onbevlekt Hart van Mariakerk                    | 1924      | Hellendoorn, J.J.  | Bloklandenplein 17               | 52° 6' 3" NB, 4° 21' 31" OL  | 0518/WN622 | Trafohuis naast de Onbevlekt Hart van Mariakerk                    |
| Lagere school in wederopbouw stijl                                 | 1959-1962 | Diest, W. van      | Diamanthorst 10                  | 52° 5' 37" NB, 4° 21' 14" OL | 0518/WN970 | Lagere school in wederopbouw stijl                                 |
| Voormalige Nederlands Hervormde Kruispuntkerk in wederopbouw stijl | 1965-1969 | Nieukerk, K.J.     | Diamanthorst 187 Onyxhorst 5     | 52° 5' 42" NB, 4° 21' 27" OL | 0518/WN971 | Voormalige Nederlands Hervormde Kruispuntkerk in wederopbouw stijl |
| Kilometerpalen en hectometerpalen                                  | 1861      |                    | Leidsestraatweg                  | 52° 5' 56" NB, 4° 20' 49" OL | 0518/WN597 | Meer afbeeldingen                                                  |
| Vrijstaand woonhuis in wederopbouw stijl                           | 1963-1964 | Kranendonk, van A. | Suzannaland 3                    | 52° 5' 56" NB, 4° 21' 38" OL | 0518/WN978 | Vrijstaand woonhuis in wederopbouw stijl                           |